# Hieronymus Pez
Hieronymus Pez (* 24. Februar 1685 als Franz Philipp Pez in Ybbs; † 14. Oktober 1762 in Melk) war ein österreichischer Benediktinermönch, Philologe und Historiker in der Barockzeit. Gemeinsam mit seinem älteren Bruder Bernhard Pez führte er die aus Frankreich stammende kritische Diplomatik in die Geschichtswissenschaft ein und gehört dadurch zu einem Wegbereiter der Aufklärung in der Wissenschaft.

## Leben

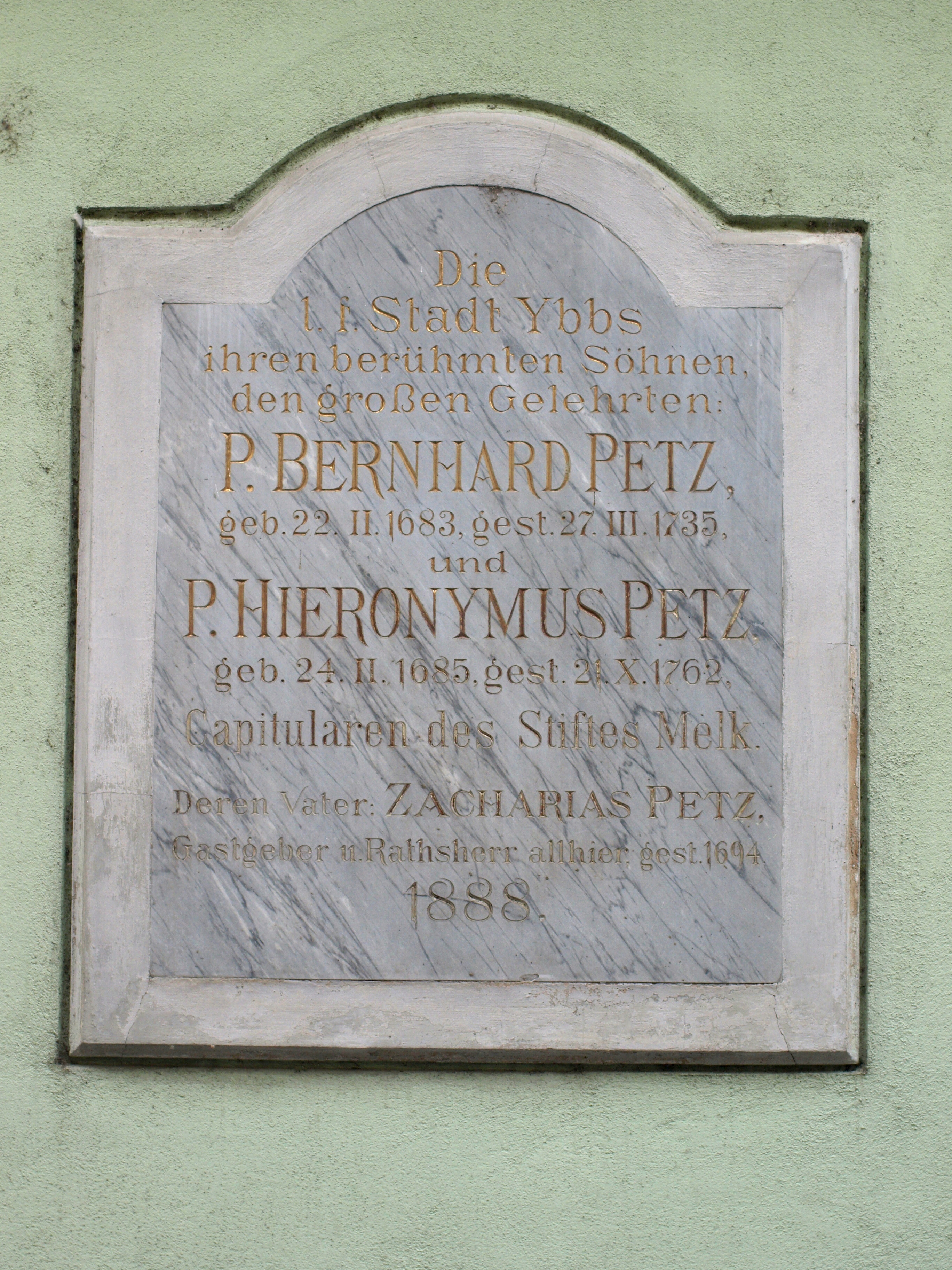
Erinnerungstafel in Ybbs an der Donau

Franz Philipp Pez wurde als Sohn eines Gastwirts geboren und war der jüngere Bruder von Bernhard Pez, dessen Forschungsgefährte er später werden sollte. Zunächst besuchte er die Gymnasien der Jesuiten in Wien und in Krems und trat 1701 wie sein Bruder in das Benediktinerstift Melk ein. Ein Jahr darauf legte er seine Profess ab und wurde dann zum Priester ausgebildet. Nach seiner Priesterweihe im Jahr 1711 wurde er nach Wien geschickt, um dort weiter Theologie zu studieren, was er als Baccalaureat abschloss. Gemeinsam mit seinem Bruder beschäftigte er sich danach hauptsächlich mit historischen Forschungen und begleitete diesen auf zahlreichen Reisen, wo sie vor allem die Bibliotheken anderer Benediktinerklöster aufsuchten und nach mittelalterlichen Originaldokumenten durchsuchten. Bei ihren historischen Forschungen standen die beiden in der Tradition ihrer französischen Ordensbrüder aus der Abtei Saint-Maur. Diese Mauriner genannte Gruppe von Historikern um Luc d’Achery und Jean Mabillon hatte erstmals mittelalterliche Urkunden auf wissenschaftlicher Basis kritisch überprüft und gelten damit als Begründer der Diplomatik. Im Zuge dieser Forschungen gaben die beiden ab 1713 die Bibliotheca ascetica antiquo-nova heraus, einen Katalog aller Benediktinerautoren. Bis 1733 kamen davon 23 Bände heraus.
In dieser Zeit schrieb Hieronymus Pez auch mehrere eigene kritische Quellensammlungen. Zu erst beschäftigte er sich mit den historischen Quellen zum heiligen Koloman, einem iro-schottischen Mönch der in der Zeit König Heinrichs II. nach Österreich gekommen war und dort fälschlicherweise als böhmischer Spion hingerichtet wurde. Später beschäftigte er sich mit den Quellen zum Erzstift Salzburg von der Zeit der Christianisierung bis ins Jahr 1398. Danach sammelte er in mühevoller Kleinarbeit und mit Hilfe intensiver Reisetätigkeit eine Sammlung historischer Quellen zur Geschichte ganz Österreichs. Dieses Werk erschien in den Jahren 1721 bis 1745 in drei Bänden als „Scriptores rerum austriacorum“.
Nach dem Tod seines Bruders im Jahr 1735 wurde Hieronymus für kurze Zeit Leiter der Melker Klosterbibliothek. Nach Abschluss seiner österreichischen Quellensammlung widmete er sich noch dem Leben des Heiligen Leopold, dem babenbergischen Markgraf und Landespatron. Dieses auf Latein verfasste Werk erschien 1747 und wurde von Martin Kropff 1756 in einer ergänzten deutschsprachigen Übersetzung herausgegeben.
Hieronymus Pez stand wie davor sein Bruder in Korrespondenz mit wichtigen Gelehrten seiner Zeit, sowohl aus Österreich und Süddeutschland, als auch aus Frankreich und Italien, aber auch mit Gelehrten aus den protestantischen Ländern im Norden Deutschlands. So war er auch Mitglied der Olmützer Societas incognitorum, der ersten wissenschaftlichen Gelehrtengesellschaft im Sinne der Aufklärung in den habsburgischen Ländern. Zusammen mit seinem Bruder gilt er als wichtiger Vertreter der benediktinischen Wissenschaft in der Barockzeit und als Begründer der kritischen Quellenforschung im deutschsprachigen Raum. Von der Geschichtswissenschaft wurden seine „Scriptores rerum austriacorum“ später als wenig kritisch beurteilt, allerdings war es die erste wissenschaftliche Bearbeitung dieser Quellen, die alleine schon wegen ihres Umfanges bis heute bedeutend ist. 1761 wurde er zum auswärtigen Mitglied der Bayerischen Akademie der Wissenschaften ernannt.
Die erhaltene umfangreiche Korrespondenz der beiden Pez-Brüder ist derzeit Gegenstand des FWF-Start-Projekts „Monastische Aufklärung und die Benediktinische Gelehrtenrepublik“, welches institutionell am Institut für Geschichte und am Institut für Österreichische Geschichtsforschung in Wien verankert ist und bis 2014 läuft.

## Nachlass
Der umfangreiche Nachlass der Brüder Pez ist in elf Kartons und 58 Handschriften im Stiftsarchiv und in der Stiftsbibliothek Melk überliefert. Im Nachlass befinden sich ihre Arbeitsmaterialien: Exzerpte, Notizen, Einsendungen der Korrespondenten, Kataloge und Handschriftenverzeichnisse, Hausgeschichten verschiedener Klöster, Abschriften aus Handschriften, Druckvorlagen. Der gesamte Nachlass wurde von Mitarbeiterinnen und Mitarbeitern des FWF-Start-Projekts digitalisiert, nachbearbeitet, in die Datenbank UNIDAM eingespielt, erschlossen und durch bibliographische Hinweise kommentiert. Die Datenbank ist in allen Teilen frei zugänglich und es können einzelne Seiten heruntergeladen werden.

## Werke
- Acta S. Colomanni Regis et Martyris. Krems 1713 (Digitalisat; über den heiligen Koloman).
- Chronicon Salisburgense. a primo anno aerae Christianae ad 1398 ... diversum ab es quod H. Canisius tomo b. lect. ant. vulgaris, ab anonymo ..., ad videtur, canonico Salisburgensi scribi cveptum, tum ab aliis evactaneis, imprimisque Weichardo de Potheim ... continuatum ... nunc primum publici juris factum ex codice autographio inclytae abbatiae S. Petri Salisisburgnsis, Gleditsch: Leipzig, 1721 (Teil der Scriptores Rerum Austriacarum)
- Scriptores rerum austriacorum veteres ac genuini quotquot ex Austriae vicarumque provinciarum biliothecis et tabulariis, decumano labore pelustratis, aut primum in lucem vindicau, aut ex mss codicibus auctiores et emendatiores edi potuerunt. 3 Bände; 1. und 2. Band in Leipzig 1721–1725, 3. Band Regensburg 1745 und Wien 1743–45
- Historia S. Leopoldi IV. Austriae Marchion etc. Wien 1747
- Leben und Wunderthaten Des Heiligen Leopold, Markgrafen in Österreich. meistentheils vom Worte zu Worte. Aus nach der lateinischen Herausgebung unsers gelehrten Vaters Hieronymus Pez Deutsch abgefasset ... ; mit einigen Zusätzen und Anmerkungen vermehret vom Vater Martinus Kropff. Gedruckt, und zu finden by Leopold Johann Kaliwoda. Wien In Oesterreich, 1756
- Die gelehrte Korrespondenz der Brüder Pez. Text, Regesten, Kommentare. Band 1: 1709–1715. Quelleneditionen des Instituts für Österreichische Geschichtsforschung, Bd. 2/1. Wien 2010, ISBN 978-3-205-78303-9, (Digitalisat: Band 1)